# Гладкий инфинитезимальный анализ
Гладкий инфинитезимальный анализ — это математически строгое переформулирование анализа в терминах инфинитезималей. Будучи основанным на идеях Уильяма Ловера и используя методы теории категорий, он рассматривает все функции как непрерывные и невыражаемые через дискретные элементы. Как теория это раздел синтетической дифференциальной геометрии.
Нильпотентными инфинитезималями называют числа {\displaystyle \varepsilon }, удовлетворяющие условию {\displaystyle \varepsilon ^{2}=0}; при этом совсем не обязательно {\displaystyle \varepsilon =0.}
Этот подход отходит от классической логики, используемой в обычной математике, отказываясь от закона исключённого третьего, утверждающего, что из {\displaystyle \neg (a\neq b)} следует {\displaystyle a=b.} В частности, для некоторых инфинитезималей  {\displaystyle \varepsilon } нельзя доказать ни {\displaystyle \varepsilon =0}, ни {\displaystyle \neg (\varepsilon =0)}. То, что закон исключённого третьего не может выполняться, видно из следующей основной теоремы:
В гладком инфинитезимальном анализе любая функция, домен которой — {\displaystyle \mathbb {R} } (вещественные числа, дополненные инфинитезималями), непрерывна и бесконечно дифференцируема.
Несмотря на это, можно попробовать определить разрывную функцию, например, как
{\displaystyle f(x)={\begin{cases}1,&x=0,\\0,&x\neq 0.\end{cases}}}
Если бы закон исключённого третьего выполнялся, это было бы полностью определённой, разрывной функцией. Однако существует множество значений {\displaystyle x} — инфинитезималей, — для которых не выполняется ни {\displaystyle x=0}, ни {\displaystyle x\neq 0}, так что эта функция определена не на всём {\displaystyle \mathbb {R} }.
В типичных моделях гладкого инфинитезимального анализа инфинитезимали не являются обратимыми, и следовательно, эти модели не содержат бесконечных чисел. Однако также существуют модели с обратимыми инфинитезималями.
Существуют также другие системы, включающие инфинитезимали, например нестандартный анализ и сюрреальные числа. Гладкий инфинитезимальный анализ похож на нестандартный анализ в том, что он разработан как основание анализа, и инфинитезимали не имеют конкретных величин (в противоположность сюрреальным числам, в которых типичный пример инфинитезималя — {\displaystyle 1/\omega }, где {\displaystyle \omega } — ординал фон Неймана). Однако гладкий инфинитезимальный анализ отличен от нестандартного анализа в том, что он использует неклассическую логику, и в том, что для него нарушается принцип переноса. Некоторые теоремы стандартного и нестандартного анализа ложны в гладком инфинитезимальном анализе, примерами служат теорема Больцано — Коши и парадокс Банаха — Тарского (последний доказуем в классической математике в рамках ZFC, но недоказуем в ZF). Утверждения на языке нестандартного анализа могут быть переведены в утверждения о пределах, но то же самое не всегда верно в гладком инфинитезимальном анализе.
Интуитивно гладкий инфинитезимальный анализ можно интерпретировать как описывающий мир, в котором линии состоят из бесконечно малых отрезков, а не из точек. Эти отрезки можно считать достаточно длинными, чтобы иметь определённое направление, но недостаточно длинными, чтобы искривляться. Конструирование разрывных функций не удаётся потому, что функция отождествляется с кривой, а кривую нельзя сконструировать поточечно. Можно представить, что теорема Больцано — Коши не выполняется из-за способности инфинитезимального отрезка «перекидываться» через разрыв. Аналогично, парадокс Банаха — Тарского не выполняется потому, что область нельзя разделить на точки.

## Для дальнейшего чтения
- John Lane Bell, Invitation to Smooth Infinitesimal Analysis (PDF file)
- Bell, John L., A Primer of Infinitesimal Analysis, Cambridge University Press, 1998.  Second edition, 2008.
- Ieke Moerdijk and Reyes, G.E., Models for Smooth Infinitesimal Analysis, Springer-Verlag, 1991.

## Внешние ссылки
- Michael O'Connor, An Introduction to Smooth Infinitesimal Analysis